# 726 Joëlla
726 Joëlla eller 1911 NM är en asteroid i huvudbältet, som upptäcktes 22 november 1911 av den amerikanske astronomen Joel Hastings Metcalf i Winchester. Den har fått namn efter sin upptäckare.
Asteroiden har en diameter på ungefär 44 kilometer.